# Face Value
| 전문가 평가                       | 전문가 평가 |
| 평가 점수                         | 평가 점수   |
| 출처                              | 점수        |
| --------------------------------- | ----------- |
| AllMusic                          | [ 1 ]       |
| The Encyclopedia of Popular Music | [ 4 ]       |
| Mojo                              | [ 5 ]       |
| PopMatters                        | 9/10        |
| Q                                 | [ 7 ]       |
| Record Mirror                     | [ 8 ]       |
| Rolling Stone                     | [ 9 ]       |
| The Rolling Stone Album Guide     | [ 10 ]      |
| Sounds                            | [ 11 ]      |
| Uncut                             | 7/10        |

《Face Value》는 영국의 드러머이자 싱어송라이터인 필 콜린스의 데뷔 솔로 스튜디오 음반으로 1981년 2월 13일, 영국의 버진 레코드와 미국의 애틀랜틱 레코드가 발매했다. 1979년 그의 첫 번째 부인이 이혼 소송을 제기한 후, 콜린스는 그의 밴드 제네시스의 활동이 중단되는 동안 그의 사생활에 관한 많은 자료들을 가지고 곡을 쓰기 시작했다. 이 음반은 1980년 중반부터 1981년 초까지 콜린스와 휴 패덤의 프로듀서로 녹음되었다. 다른 음악가로는 피닉스 혼즈, 알폰소 존슨, 에릭 클랩튼이 있다.
《Face Value》는 즉각적인 상업적 성공을 거두었고, 3주 동안 영국 음반 차트에서 1위를 차지했고, 미국 빌보드 200에서 7위에 올랐다. 그 후 미국에서는 5백만 장 이상, 영국에서는 150만 장 이상이 팔렸다. 그 음반은 비평가들로부터 폭넓은 찬사를 받았다. 1981년 1월에 발매된 리드 싱글 〈In the Air Tonight〉는 영국 싱글 차트에서 2위에 올랐고, 드럼 편곡과 게이트 리버스 사용으로 유명해졌다. 2016년 1월, 《Face Value》는 오리지널의 스타일로 보너스 트랙과 새로운 사진을 재발매받았으나 오늘날의 콜린스가 등장하였다.

## 배경
1978년까지 필 콜린스는 거의 8년 동안 영국의 프로그레시브 록 밴드 제네시스의 멤버였다. 첫 5명을 드러머로 보낸 후, 그는 밴드의 원래 가수인 피터 가브리엘이 떠난 후 1975년 그룹의 프런트맨 역할을 마지못해 수락했다. 《...And Then There Were Three...》(1978년)를 홍보하기 위한 제네시스의 9개월간의 월드 투어는 콜린스의 아내 안드레아에게 문제가 되었다. 그는 그가 집에 충분히 있지 않고 그가 완전히 투어에 전념한다면 그녀는 그가 돌아왔을 때 그곳에 없을 것이라고 불평했다. 그러나 콜린스는 밴드가 국제적인 돌파구의 정점에 서 있고 투어는 미래를 위해 배당금을 지불할 것이라고 주장했다. 하지만, 여행의 끝에서, 안드레아는 캐나다 밴쿠버에 있는 그녀의 부모에게 그들의 두 아이를 데려가기로 결정했다. 그의 결혼을 구하기 위한 시도로 콜린스는 밴쿠버로 이사를 갔지만, 1979년 4월, 안드레아가 아이들과 함께 돌아오기로 동의하면서 밴쿠버로 돌아갔다.

## 상업 실적
1981년 2월 13일에 발매된 《Face Value》는 즉시 성공을 거두어, 영국, 캐나다, 그리고 다른 유럽 국가들에서 1위에 올랐고, 미국에서 톱 10에 드는 동안, 〈In the Air Tonight〉은 음반의 가장 큰 히트곡이 되었고, 다른 세 나라에서 2위에 올랐고, 미국에서 톱 20 히트곡이 되었다. 〈I Missed Again〉과 같은 다른 곡들은 영국에서 14위, 미국에서는 19위로 상당한 성공을 거두었고, 세 번째 싱글 〈If Leaving Me Is Easy〉는 영국에서 17위에 올랐지만 미국에서는 발매되지 않았다. 이 음반의 판매량은 미국에서 5백만 장에 달했고 영국에서는 5배, 캐나다에서는 10배였다. 이 음반에서 솔로 투어는 제작되지 않았다.

## 곡 목록
모든 곡들은 특별한 언급이 없는 한 필 콜린스에 의해 작사/작곡하였다.
| #  | 제목                    | 작사·작곡                            | 재생 시간 |
| -- | ----------------------- | ------------------------------------ | --------- |
| 1. | 〈In the Air Tonight〉  |                                      | 5:34      |
| 2. | 〈This Must Be Love〉   |                                      | 3:55      |
| 3. | 〈Behind the Lines〉    | 마이크 러더퍼드, 토니 뱅크스, 콜린스 | 3:53      |
| 4. | 〈The Roof Is Leaking〉 |                                      | 3:16      |
| 5. | 〈Droned〉              |                                      | 2:49      |
| 6. | 〈Hand in Hand〉        |                                      | 5:20      |

| #   | 제목                      | 작사·작곡            | 재생 시간 |
| --- | ------------------------- | -------------------- | --------- |
| 7.  | 〈I Missed Again〉        |                      | 3:41      |
| 8.  | 〈You Know What I Mean〉  |                      | 2:33      |
| 9.  | 〈Thunder and Lightning〉 |                      | 4:12      |
| 10. | 〈I'm Not Moving〉        |                      | 2:33      |
| 11. | 〈If Leaving Me Is Easy〉 |                      | 4:54      |
| 12. | 〈Tomorrow Never Knows〉  | 존 레논, 폴 매카트니 | 4:15      |

## 인증
| 국가                                                  | 인증        | 판매량/출하량 |
| ----------------------------------------------------- | ----------- | ------------- |
| 아르헨티나 (CAPIF)                                    | 플래티넘    | 60,000^       |
| 오스트리아 (IFPI 오스트리아)                          | 플래티넘    | 50,000*       |
| 벨기에 (BEA)                                          | 플래티넘    | 0*            |
| 캐나다 (뮤직 캐나다)                                  | 다이아몬드  | 1,000,000^    |
| 프랑스 (SNEP)                                         | 2× 플래티넘 | 600,000*      |
| 독일 (BVMI)                                           | 7× 골드     | 1,750,000^    |
| 홍콩 (IFPI 홍콩)                                      | 골드        | 10,000*       |
| 네덜란드 (NVPI)                                       | 2× 플래티넘 | 200,000^      |
| 뉴질랜드 (RMNZ)                                       | 골드        | 7,500^        |
| 스페인 (PROMUSICAE)                                   | 플래티넘    | 100,000^      |
| 스위스 (IFPI 스위스)                                  | 2× 플래티넘 | 100,000^      |
| 영국 (BPI)                                            | 5× 플래티넘 | 1,542,095     |
| 미국 (RIAA)                                           | 5× 플래티넘 | 5,000,000^    |
| *판매량을 기반으로 한 인증 ^출하량을 기반으로 한 인증 |             |               |

## 같이 보기
- 독일에서 가장 많이 팔린 음반 목록